# Voltea pa' que te enamores (telenovela venezolana)
Voltea pa' que te enamores es una exitosa  telenovela venezolana realizada y transmitida por la cadena Venevisión en el año 2006 y distribuida por Venevisión International. Original de la escritora Mónica Montañés, producida por Manuel Fraiz-Grijalba y Alejandro Salazar y dirigida por Claudio Callao.
Está protagonizada por Daniela Alvarado y Jonathan Montenegro, cuenta con la actuación antagónica de Adrián Delgado y la actuación estelar de las primeras actrices Mimí Lazo, Carolina Perpetuo y Elba Escobar y los primeros actores Carlos Mata, Manuel Escolano, Rolando Padilla y Franklin Virgüez con la actuación especial de Luis José Santander y el gran regreso de la primera actriz Herminia Martínez. 
Se estrenó el 18 de septiembre de 2006, y finalizó el 4 de septiembre de 2007. Ha sido una de las telenovelas venezolanas más exitosas de la década del 2000 y una de las más largas realizadas por Venevisión. En 6 de enero de 2014 se retransmite en el horario vespertino de la 1pm, finalizó el 12 de enero de 2015.

## Historia
La protagonista de esta historia es Dileidy María López (Daniela Alvarado), la cual vive en un barrio de la ciudad de Caracas y vende periódicos en una esquina de una avenida céntrica. Ella tiene dos sueños, llegar a ser una gran ingeniera y ser la novia de Luis Fernando García (Jonathan Montenegro).
Aunque parezca mentira, lo de llegar a ser ingeniera parece ser lo más fácil, porque siempre fue buena estudiante y ya consiguió un cupo en la universidad. Ahora, lo de ser la novia de Luis Fernando, está bien difícil porque ni siquiera lo conoce, apenas ha cruzado con él un par de miradas, en el tiempo que a veces le regala el semáforo de la esquina en la que pregona su periódico. Y es que Luis Fernando, por ahora, es sólo un chico guapísimo y con carro propio que suele pasar por ahí todas las mañanas tempranito, pero que a Dileidy le fascina, tanto que ya lo considera su novio, en su mente claro está.
Dileidy y Luis Fernando, se conocerán nada menos que en el baño de una fiesta a la que ella va casi por error vestida de princesa y él se enamorará de ella, es decir, de una Dileidy que no se parece en nada a la que vende periódicos en una esquina, circunstancia que la obligará a mentirle e inventarle una Dileidy que no existe, es así como su adorado novio estará enamorado de una muchacha que no es ella.
Pero ese es sólo uno de los problemas que deberá enfrentar esta pareja, ya que Luis Fernando es un codiciado soltero, es guapo, arquitecto, tiene trabajo, carro propio, es caballero, simpático, en fin, las muchachas le llueven cosa que a él honestamente le divierte muchísimo. Tiene una novia más o menos formal, Felicita (Zair Montes), y otras más, entre las que destaca Tatianita (Patricia Schwarzgruber) la mejor amiga de ella.
A esto hay que agregarle un detalle que ni ellos mismos se imaginan, y es que Gladis (Mimí Lazo), la mamá de Dileidy, es nada menos que la sirvienta por días de la casa de Luis Fernando, detalle que convierte a la mentirosa Dileidy nada menos que en la hija de la sirvienta de él.
Por si fuera poco, Gladis, que es madre soltera, es una mujer dura, que ha vivido mucho y sufrido lo suyo, y quiere ver realizado en su hija mayor, todos los sueños que ella no pudo cumplir, la quiere ver graduada y feliz, tan feliz como ella nunca pudo ser por culpa de todos los hombres que la engañaron y la dejaron sola. Gladis no cree en hombres y ha criado a su hija bajo ese precepto.
Al mismo tiempo, al barrio donde vive Dileidy, llegará un joven, Aureliano Márquez (Adrián Delgado). Aureliano tiene un pasado oscuro, del cual se quiere olvidar, sobre todo cuando conoce a Dileidy, se enamora de ella y luchará por ser un mejor hombre capaz de conquistarla. Aureliano se enfrentará a Luis Fernando por el amor de Dileidy, teniendo como únicas armas su amor por ella y el hecho de que ambos vienen de abajo y por lo tanto, Dileidy a él no tiene que mentirle.

## Elenco
- Daniela Alvarado - Dileidy María López
- Jonathan Montenegro - Luis Fernando García Malavé
- Mimí Lazo - Gladis López
- Adrián Delgado - Aureliano Márquez
- Carolina Perpetuo - María Antonia "La Nena" Cifuentes Soublette Vda. de Aristiguieta
- Franklin Virgüez - Gabriel "Gabito" Márquez
- Rafael Romero - Gonzalo Malavé
- Sonia Villamizar - Pascua "Pascuita" de Guzmán
- Juan Manuel Montesinos(+) - Ramón "Monchito" Guzmán
- María Antonieta Duque - Matilde Sánchez
- Rolando Padilla - Doroteo Rincón "Theo"
- Elba Escobar - Egleé Malavé de García
- Carlos Mata - Rómulo García
- Raúl Amundaray (+) - José Tadeo Malavé
- Martín Lantigua(+) - Constantino Benítez
- Manuel Escolano (+) - Marco Aurelio Granados "El Doctor"
- Anabell Rivero - Betzaida Conde
- Zair Montes - Felicita Guzmán
- José Luis Useche - Santiago Benítez
- Patricia Schwarzgruber - Tatiana Margarita "Tatianita" Aristiguieta Cifuentes
- Marisol Matheus - Rosa "Rosita" de Malavé
- Lisbeth Manrique - María José Albodón
- Prakriti Maduro - Yenilúz Rincón
- Damián Genovese - Gerson José López
- Sindy Lazo - Cristina "Cristinita" García Malavé
- Cristian McGaffney - Ernesto Sánchez
- Vanessa Pose - Alegría Guzmán
- Erika Santiago - Yuraima Castillo de López
- María Fernanda León - María Gracia López "La Miss"
- Héctor Zambrano - Héctor
- Rafael Silva - Alexis López
- Nicolás Sigilio - Yuger López Castillo
- Daniela Castro -  Tadeo Malavé Sánchez
- Rafael Castro -  Mateo Malavé Sánchez
- Violeta Alemán - Remedios
- Elio Pietrini  (+) - Néstor Conde
- Mirtha Pérez - Nelly de Conde
- Luis José Santander - Francisco Ignacio "Paco" Aristiguieta (El difunto / Rubio e' su madre)
- José Vieira - Ángel Bueno (El Brujo)
- Herminia Martínez(+) - Ana Cecilia López
- Gerardo Soto - Edén
- Beatriz Valdés - Yesenia
- Carlos Daniel Alvarado - Participación especial
- Sandra Bruzon - Donaidis
- Mario Sudano - Bracho
- Jose Luis Zuleta - Julian
- Roberto Colmenares - Dr.
- Osmel Sousa - Cameo
- Monica Montañez -Cameo
- Gustavo G. Wassermann - Cameo
- Alejandra Machado -Yusmary Maria
- Leonardo Villalobos
- Pipina Penzini -Cameo
- Reina Hinojosa -Kiki
- Aitor Gaviria - Pepe, José Fernández Conde
- Daniel Sarcos - Pedro Pérez, padre de Dileidy
- Titina Penzini - Participación especial

## Popularidad
- La telenovela empezó emitiendo a las 22.00 (Venezuela). Al finalizar la telenovela Ciudad Bendita, Voltea pa' que te enamores cambió su horario a las 21 horas (Venezuela), creciendo su audiencia. Ganó el premio Manuel Trujillo de 2007, como la Mejor Telenovela del Año. Fue un clásico y un boom en ese tiempo y aun sigue siendo muy recordada entre el público venezolano por las grandes actuaciones de Daniela Alvarado y Mimí Lazo.

## Versiones
- En el 2014, Venevisión Productions en alianza con Univision Studios y Carlos Sotomayor, producen la adaptación de Voltea Pa’ Que Te Enamores conservando el título original y protagonizada por María Elena Dávila y Pedro Moreno.[5]

### Parodia
- Al finalizar la telenovela, fue emitido a los días una parodia llamada Enamorate Pa' que te Volteen en el programa humorístico Cásate y Verás.

## Cronología
| Predecesor: Ciudad Bendita | Telenovela Estelar de Venevisión 10pm/9pm 18 de septiembre de 2006 - 4 de septiembre de 2007 | Sucesor: Aunque mal paguen |